# Ямани
Яма́ни (рос. Яманы, чув. Яманкасси) — присілок у Чувашії Російської Федерації, у складі Староатайського сільського поселення Красночетайського району.
Населення — 149 осіб (2010; 207 в 2002, 361 в 1979, 509 в 1939, 467 в 1926, 349 в 1897, 277 в 1869). Національний склад — чуваші, росіяни.
Національний склад (2002):
- чуваші — 100 %

## Історія
До 1835 року селяни мали статус державних, до 1863 року — статус удільних, займались землеробством, тваринництвом, бджільництвом, слюсарством. 1930 року створено колгосп «Будь готовий». До 1920 року присілок входив до складу Атаєвської волості Курмиського (у період 1835–1863 років — у складі Атаєвського удільного приказу), до 1927 року — до складу Ядринського повіту. З переходом на райони 1927 року — спочатку у складі Красночетайського, у період 1962–1965 років — у складі Шумерлинського, після чого знову переданий до складу Красночетайського району.

## Господарство
У присілку діють фельдшерсько-акушерський пункт, клуб, стадіон та 2 магазини.